# Álvaro Muñoz Escassi
Álvaro Muñoz Escassi (Sevilla, 27 de octubre de 1973), también  conocido como Álvaro Escassi (tras invertir el orden de sus apellidos), es un jinete y jugador de polo español que ha participado en concursos de telerrealidad y colaborado en programas de prensa rosa.

## Biografía
Es el segundo hijo de Juan Luis Muñoz Muñoz (1942) y Myriam Escassi y Ruiz-Crespo (1945-2023). Tiene 3 hermanos: Juan Luis (1972), Gonzalo (1975) y Bárbara (1977). Su abuelo materno, José Luis Escassi de Campos (1918-1992), fue militar y conde de la Moraleda.[cita requerida]
Desde pequeño siente afición por el mundo del caballo, que aunque al comienzo era un hobbie, acabó convirtiéndose en su profesión.
En 2001, ganó el Gran Premio de Jumping del Real Club Pineda de Sevilla y en 2006 quedó en el primer puesto en el ranking nacional de saltos de obstáculos. Fue campeón de España de polo con los Bisontes de Santander.
Comenzó su andadura televisiva en 2009 como concursante de Supervivientes: Perdidos en Honduras. En 2010 estrena su propio reality I Love Escassi, presentado por Jesús Vázquez, donde trata de buscar pareja. Un año más tarde se convierte en concursante de Acorralados, donde es el décimo expulsado. En 2013 participa en el programa ¡Mira quién salta!, donde obtiene el segundo puesto.
Desde 2016, decidió alejarse del mundo televisivo para adentrarse en el mundo empresarial.

## Vida personal
En 1994 mantuvo un romance con Mercedes Barrachina que no se conoció hasta 2015, cuando se descubrió que el jinete tenía una hija, Anna. Según el testimonio de Mercedes: «Él tenía 19 años y yo, 32. Estaba casada cuando ocurrió».
Mantuvo una relación con la presentadora y actriz Lara Dibildos, con la que tuvo un hijo en 2007.
Más adelante, mantuvo relaciones sentimentales con otras famosas como Vicky Martín Berrocal, Mireia Canalda o Sonia Ferrer, a la que conoció en el programa ¡Mira quién salta!.
En 2016 conoció a la multimillonaria venezolana Carmen Raquel Bernal Martínez, con la que contrajo matrimonio a finales de ese año, divorciándose solo 6 meses más tarde.
En 2021 se confirma su relación sentimental con la modelo y diseñadora María José Suárez, con la que finaliza su relación en julio de 2024.Fue pareja desde 2024 a 2025 de Sheila Casas, hermana del actor Mario Casas, acabando su relación el julio de 2025.

## Programas de televisión
- Supervivientes (2009) en Telecinco. (Lesionado)
- I Love Escassi (2010) en Telecinco.
- Acorralados (2011) en Telecinco. (10° expulsado)
- ¡Mira quién salta! (2013) en Telecinco. (2° Finalista)
- MasterChef Celebrity 8 (2023) en TVE. (2° Finalista)
- Baila como puedas (2024) en TVE. (6° Finalista)
- Tardear (2024-2025) en Telecinco.
- Supervivientes (2025) en Telecinco. (2° Finalista)